# Systaria elberti
Espèce
Synonymes
- Clubiona elberti Strand, 1913

Systaria elberti est une espèce d'araignées aranéomorphes de la famille des Miturgidae.

## Distribution
Cette espèce est endémique de Lombok en Indonésie.

## Description
Le mâle holotype mesure 10 mm.

## Étymologie
Cette espèce est nommée en l'honneur de Johannes Eugen Wilhelm Elbert.

## Publication originale
- Strand, 1913 : Neue indoaustralische und polynesische Spinnen des Senckenbergischen Museums. Archiv für Naturgeschichte, sér. A, vol. 79, no 6, p. 113-123 (texte intégral).